# Skagershults landskommun
Skagershults landskommun var en tidigare kommun i Örebro län.

## Administrativ historik
Kommunen inrättades i Skagershults socken i Edsbergs härad i Närke när 1862 års kommunalförordningar trädde i kraft.
Vid kommunreformen 1952 uppgick kommunen i Svartå landskommun. Området ingår sedan 1971 i Laxå kommun.

## Politik

### Mandatfördelning i Skagershultss landskommun 1938-1946
| 20 |

| 19 |

| 2 | 18 |

| 19 |

| 20 |

| 18 |